# Mariusz Budzyński
Mariusz Budzyński (ur. 18 stycznia 1951 we Wrocławiu) – historyk, działacz Solidarności, internowany w stanie wojennym, redaktor Wolnego głosu, nauczyciel historii oraz wiedzy o społeczeństwie, autor programu wychowawczo-edukacyjnego „ALA” Autorskich Liceów Artystycznych i Akademickich, z którego wywodzi się idea tutoringu rozwojowego. Twórca koncepcji Szkolnego Tutoringu Wychowawczego i Rozwojowego, którą Gazeta Wyborcza określiła jako rewolucyjną zmianę, następnie w programie tutoringu uczestniczyło dziesięć tysięcy uczniów w całej Polsce.
Inicjator i opiekun merytoryczny w programie wdrażania tutoringu wychowawczego i rozwojowego we wrocławskich gimnazjach publicznych, opiekun merytoryczny ogólnopolskiego projektu pn. „Wychować człowieka mądrego. Wprowadzenie modelu pracy wychowawczej i resocjalizacyjnej z zastosowaniem metody tutoringu szkolnego jako profilaktyki pozytywnej problemów w polskiej szkole” (2016-2018).
Współautor książki „Tutoring w szkole, między teorią a praktyką zmiany edukacyjnej” (2009), inicjator powstania książki „Fenomen Szkolny ALA – metoda i tutoring” (2020).
Jest dyrektorem merytorycznym w Liceach ALA i Instytucie Tutoringu Szkolnego, współzałożyciel i twórca szkoły artystycznej II stopnia – Autorskiego Studium Projektowania Plastycznego „Abrys” oraz programu edukacyjnego „Akademii Sztuki Trzeciego Wieku” we Wrocławiu, współzałożyciel i dyrektor Towarzystwa Edukacji Otwartej. Jest tutorem Szkoły Liderów PAFW; wraz z żoną Marią są animatorami w Stowarzyszeniu „Spotkania Małżeńskie”.

## Działalność opozycyjna w okresie PRL
W ramach akcji „Jodła” został 14 grudnia 1981 internowany na mocy decyzji nr 09069 Komendanta KWMO w Katowicach w związku z pełnieniem funkcji wiceprzewodniczącego NSZZ „Solidarność” w Hucie „Zawiercie”, w której organizował akcje strajkowe. Budzyński był również redaktorem pisma „Wolny głos”. Został umieszczony w Ośrodku Odosobnienia w Strzelcach Opolskich, który uchodził za wyjątkowo represyjny (golono głowy, internowanych obowiązywał strój więzienny, bezwzględnie karano za łamanie regulaminu). Dnia 19 marca 1982 przetransportowany do Ośrodka Odosobnienia w Uhercach (warunki sanitarne w ośrodku były złe - brudne i przepełnione cele, niedziałające ogrzewanie, zdarzały się powybijane szyby w celach), następnie 5 sierpnia 1982 przeniesiony został do zakładu karnego w Rzeszowie i ponownie przetransportowany do Uherc 28 września 1982. Decyzję o internowaniu uchylono 26 listopada 1982. Budzyński był również objęty kontrolą operacyjną w ramach Kwestionariusza Ewidencyjnego (KE) krypt. „Kierownik” zarejestrowanego pod nr KA 52061 dnia 28 lutego 1983 przez Pion V-1 KRMO Zawiercie. Powodem inwigilacji służb było podejrzenie o „wrogą działalność w środowisku załogi określonych zakładów pracy”.
Będąc w więzieniu w Uhercach podpisał razem z m.in. Henrykiem Bąkiem i siedemdziesięcioma działaczami oświadczenie internowanych, które w grudniu 1982 opublikowało pismo ˝Rolnik Niezależny" (Biuletyn Niezależnego Samorządnego Związku Zawodowego Rolników ˝Solidarność Wiejska"), postulując: "Niezależne Samorządne Związki Zawodowe "Solidarność" w miastach i na wsi powstały z dążeń i walki o prawa i godność milionów ludzi pracy w Polsce. Zrzeszają one ponad 10 mln członków. Rozwiązanie (delegalizacja) związków zawodowych "Solidarność" godzi nie tylko w członków, ale również w cały naród polski i w naszą ojczystą Polskę. (...) Jesteśmy przekonani, że członkowie 'Solidarności' pozostaną nadal wierni tym związkom, a społeczeństwo polskie jak dotychczas będzie udzielać im swego poparcia. Obowiązkiem każdego członka jest bronić prawa Niezależnych Samorządnych Związków Zawodowych "Solidarność" do istnienia i działania.